# ویلیام اس. هاس
ویلیام اس. هاس، همچنین: ویلی هاس، ویلهلم هاس (۱۳ فوریه ۱۸۸۳ در نورنبرگ – ۳ ژانویه ۱۹۵۶ در نیویورک) فیلسوف، روانشناس و جامعه‌شناس آلمانی-آمریکایی بود.

## زندگی
هاس در برلین، مونیخ و وین فلسفه، روانشناسی و جامعه‌شناسی خواند و دکترای خود را در سال ۱۹۱۰ از دانشگاه مونیخ دریافت کرد. عنوان پایان‌نامه وی دربارهٔ اصالت و عدم اصالت احساسات بود. در سال ۱۹۱۹ درجه شایستگی را در دانشگاه کلن گرفت.
از ۱۹۲۰ تا ۱۹۲۳ هاس مدرس خصوصی علوم اجتماعی در دانشگاه کلن بود و سپس به تدریس فلسفه، روانشناسی و جامعه‌شناسی در دانشگاه فنی برلین پرداخت تا اینکه به‌علت یهودی‌بودن مجبور به مهاجرت شد. پس از سال ۱۹۳۴ در دانشگاه تهران به تدریس پرداخت.
صادق هدایت هاس را جاسوس آلمانی می دانست.او در مقاله «فولکلور یا فرهنگ توده» می نویسد: «زمامداران وقت (رضاشاه) متوجه شدند که از این راه می توانند وسیله نمایشی فراهم بیاورد: اسم بکر مردم شناسی اختراع شد، موزه به این نامه گشایش یافت که بر اشخاص بی سابقه پیدا نیست مقصود موزه مردم نگاری یا جامعه شناسی یا انسان شناسی و یا اداره جاسوسی است.» . نراقی با نقل این مطلب در کتاب خود،توضیح داده که منظور هدایت از اداره جاسوسی «کنایه ای است به هاس جامعه شناس آلمانی که مدتی مدیر موزه مردم شناسی تهران بوده است. زیرا نگارنده پرونده ای در بایگانی وزارت جنگ فرانسه، تحت عنوان: «هاس جاسوس آلمان، در موزه مردم شناسی تهران» به دست آورده که وابسته نظامی فرانسه، گزارش مفصلی در مورد مسافرت هاس به فرانسه نوشته است و از مقامات کشور خود درخواست نموده که وی را زیرنظر داشته باشند.»
برخلاف نظر احتمالی صادق هدایت در مورد ویلیام هاس و برداشت احسان نراقی از نوشته هدایت و ادعای نراقی در مورد هاس٬ ویلیام اس. هاس جاسوس نازی ها نبود. با به قدرت رسیدن هیتلر در آلمان٬ هاس درصدد فرار از آلمان برآمد و احتمالا از طریق آشنایی با حسن تقی زاده  که او را از زمان کارش در Bureau of Islamic and Indian Affairs at the German Foreign Office می شناخت و به یاری او مستشار وزیر فرهنگ ایران شد و از ۱۹۳۴ تا ۱۹۳۹ مشغول خدمت بود. همزمان در دانشسرای عالی و دانشکده ادبیات و علوم انسانی دانشگاه تهران به تدریس فلسفه غرب پرداخت. هاس پس از آغاز جنگ جهانی دوم به ایالات متحده امریکا رفت و شهروند آن کشور شد.
هاس در مورد پروپاگاندای نازی ها در ایران می نویسد: «هر آلمانی که [در دوران نازی ها] به ایران فرستاده شده را می توان یک مبلغ فعال نازی دانست.»
ویلیام اس. هاس از سال ۱۹۴۰ تا زمان مرگ در ایالات متحده زندگی می‌کرد. وی تا سال ۱۹۴۲ در دانشگاه کلرادو (دنور) و از سال ۱۹۵۰ تا ۱۹۵۳ در انستیتوی خاورمیانه و نزدیک در دانشگاه کلمبیا در نیویورک تدریس کرد.